# Elim Garak
Elim Garak je fiktivní postavou ze světa Star Trek patřící k rase Cardassianů. S seriálu Star Trek: Stanice Deep Space Nine ho ztvárnil herec Andrew Robinson. 
Garak o sobě tvrdí, že je jen pouhým krejčím. Předtím bylo jeho povoláním zahradník na Romulu, kde se specializoval na edosijské orchideje. 
Garak se objevil v seriálu DS9 již ve třetí epizodě první série Poslední prolog, kde se aktivně seznámil s lékařem Julianem Beshirem. Jeho postava je složitá a i přes svou minulost je veskrze pozitivní a přátelská, zvláště ve vztahu k Federaci a posádce stanice.
Garak se objeví v 37 ze 176 epizod seriálu Deep Space Nine a objeví se v každé sérii seriálu, včetně závěrečné série.
Než začal jako krejčí na stanici Deep Space Nine, vypracoval se na pozici velitele mechanizované pěchoty, později se z něj stal člen obávaného Obsidiánského řádu Cardasijské říše, ze kterého byl vypuzen pro neuposlechnutí rozkazu. Díky tomu se z něj stal jediný Cardasian, který na stanici DS9 zůstal.
Garak má nepřátelský vztah s gulem Dukatem, kterému mučil a zabil otce.